# 普遍医薬
普遍医薬（羅: medicina universalis）は、とくにルネサンス期ヨーロッパのキミアの伝統のなかで、あらゆる病気を治療することができると信じられた万能の医薬のこと。普遍医薬は、ときにイスラム世界で生まれた概念のエリクシールや中世ヨーロッパで展開した概念のクィンタ・エッセンチアと同一視されたりもする。ルネサンス期にパラケルスス主義の影響のもとに大きく発展した。パラケルススは、自身がアルカナと呼ぶ自然の事物の深奥にやどるエッセンスが普遍医薬に導くと考えた。

## 略歴

### パラケルススと普遍医薬
パラケルスス（1493/94-1541）の提唱する新しい医学のマニフェストである『パラグラーヌム』 Paragranum （1529/30年ごろ執筆）では、天文学が医学をささえる四つの支柱のひとつと数えられている。天文学の名のもとに彼が追い求めたのは、天と地のあいだの包括的な呼応を新たに確立することであった。この過程で彼は、中世末期のキミアの伝統から多くの概念や用語を借用した。なかでもクィンタ・エッセンチア（第五精髄）の概念は特筆に値する。これは四元素の領域を超えるなにか星辰的な「精髄」（エッセンス）が、地上界の事物にもふくまれているという考えであった。ここからパラケルススは、自然の事物にある不可視の核を「アルカヌム」 arcanum とよんだ。事物のうちに潜むアルカヌムは、錬金術で多用された蒸留術などによって事物の目に見える物質的な外殻が分解されると、驚くべき薬効を発揮するというのだ 。この考えは、パラケルススの支持者たちによって、すべての病気に有効な「普遍医薬」の理論へと発展させられていった。

### パラケルスス主義者たちと普遍医薬
16世紀末から17世紀初頭にもっとも影響力を誇ったパラケルスス派キミストは、フランスのジョゼフ・デュシェーヌ（Joseph Du Chesne, 1546-1609）である。主著『ヘルメス主義的な医学の真実のために』 Ad veritatem Hermeticae medicinae（パリ、1604年）において、彼は普遍医薬についての議論を展開している。それによれば、真の医学の賢者は健康と生命の保持のためにかかせないこの精髄を獲得するために、キミアの技によって事物の物質的な外殻をとり除かなければならない。彼は、この精髄を「賢者たちの星辰的な石」とも呼んだ。デュシェーヌの足跡を追って活躍したドイツのオズワルド・クロル（Oswald Croll, ca. 1560-1608）や英国のロバート・フラッド（Robert Fludd, 1574-1637）といった有名なキミストたちは、パラケルスス主義の運動においてもっとも知られることとなる著作群をうみだした。そこでは普遍医薬の探求が重要な位置を占めている。